# Panoramical
Panoramical — это инди-игра музыкальная головоломка, выпущенная 17 сентября 2015 года для персональных компьютеров. Суть игры сводится к тому, что игрок, через изменение звуковых дорожек изменяет и окружающий абстрактный ландшафт.
Разработкой игры занимались Дэдид Канага, известный как создатель игры Proteus, и ди-джей Фернандо Рамало, которые решили объединиться, чтобы создать игру с минимальным количеством традиционных элементов игрового процесса и абстрактным миром. Для игры, свои песни записали такие диджеи, как «Pixeljunk Eden», «Samurai Gunn», «FRACT» и «Nuclear Throne».

## Игровой процесс
Panoramical — это интерактивный музыкальный визуализатор и генератор. Суть игрового процесса в Panoramical сводится к тому, что игрок должен с помощью звука моделировать яркие низкополигональные ландшафты, одновременно добавляя и преобразовывая соответствующие музыкальные элементы саундтрека. Сама игра разделена на 13 различных сцен, большинство из которых начинаются, как минималистские фоны без каких либо заданных целей, которые игрок может менять, пока не останется довольным своим результатом и не примется за следующей уровень.
Когда игрок вращает виртуальный или IRL-диск или играет с MIDI-контроллером, это немедленно влияет на окружающей ландшафт например в виде поджимающихся ониксовых камней, белых пучков, погружающихся в волны, или прорастающих линий и растущих подобно лозы. Суть игры сходится к экспериментам над звуковыми дорожками, а значит и над манипуляцией окружающей среды.

## Разработка
Разработкой игры велась совместно двумя независимыми разработчиками Фернандо Рамало, (диджей и программист) и Дэдидом Канагой (создатель Proteus) из США, которые исходили из идеи создать игру с минимальным количеством традиционных элементов игрового процесса, сведя всё к «чистому взаимодействию». Разработчики вначале случайно встретились на игровом фестивале в Лос-Анджелесе и обратили позже внимание, что придерживаются похожих ценностей и идей в вопросе разработке игр. Таким образом они решили объединиться для создания совместной игры. Panoramical была создана с применением движка Unity 4, на её разработку ушло три года.
Таким образом представленный мир и уровни должны были быть абстрактными, динамичными, яркими и медленными, а также максимально разнообразными и интересными. Игровой процесс был связан с исследованием разных измерений, которые существуют в бесконечном количестве и одновременно, чей срез меняется элементами управлениями. Так, элементы управления было решено связать с музыкой, Разработчики в том числе вдохновлялись другими играми, например идея музыкально-текстурных изменений, связанных с ландшафтом была перенята у Proteus, а сам геймплей был перенят у игры Dyad, но непосредственно затрагивая звуковые переменные. Сам игровой процесс разработчики описали, как работу над параметрами звуковых движков, но через игровое пространство. Сначала процедурно генерируемые пространства были больше похожи на геометрические фигуры, символизирующие движение, свободу и контроль. Но позже, разработчики решили также связать тему с земными пейзажами, в частности с геоинженерией и терраформированием, что в итоге сделало миры ещё более причудливыми. Тем не менее создатели признались, что идея «контролировать и изменять» природу и погодные условия вызывали у них противоречивые чувства, заметив, что в итоге полученный результат  можно было назвать своего рода «игрой ужасов». Сама сцена и аудиофайл работают параллельно и они привязаны к одинаковым ползункам, таким образом игрок меняет одновременно параметры сцены и мелодии, создавая иллюзию того, что они являются частью одного целого. Над визуальной частью работал Фернандо Рамало, затем Дэдид Канаго обрабатывал звуковые дорожки, связывая их с теми же ползунками. Хотя в некоторых случаях ход разработки шёл в обратном направлении. Для игры, свои песни записали такие диджеи, как «Pixeljunk Eden», «Samurai Gunn», «FRACT» и «Nuclear Throne»
На создание каждой сцены с определённой мелодией уходило примерно 2-3 недели, разработчики заметили, что с созданием специальных инструментов на это уходило гораздо меньше времени, чем могло бы. Чтобы привести каждую сцену в готовое состояние, проводилось множество экспериментов, также требующих кодирования некоторых объектов, что в итоге удлиняло срок разработки. Последняя неделя сопровождалась отладкой сцены.
Выход игры состоялся 17 сентября 2015 года. Panoramical также можно купить за 100 долларов для тех, что хочет использовать её, как художественный инструмент и демонстрировать перед публикой. Так, всего через несколько дней появились видео-записи, где игра в виде сенсорного интерфейса проецировалась на стенку транспортного контейнера во время дискотеки. Также стали появляться ролики, где игра автоматически воспроизводилась в течение много часов.

## Критика
| Иноязычные издания | Иноязычные издания |
| Издание            | Оценка             |
| ------------------ | ------------------ |
| Gamer.nl           | 80 %               |
| Kill Screen        | 78 %               |

Игра была номинирована в категориях «превосходное визуальное искусство», «превосходное звуковое сопровождение» и «nuovo award» на мероприятии Independent Games Festival, она также была почётно упомянута в категории «гран при» Сеймаса МакНелли.
Представитель сайта Gamer.nl назвал Panoramical интенсивным, разнообразным, удивительным и совершенно причудливым опытом. Критик сайта Kotaku заметил, что ему было сложно понять, является ли Panoramical игрой, или же инструментом для аудиовизуального искусства. Критик в итоге решил назвать её «поездкой, мысленным и, возможно, духовным путешествием через царство звука и света.».
Рецензент сайта Killscreen заметил, что Panoramical — это идеальное воплощение того, что принято называть звуком или песней, заметив, что скорее всего у людей оно ассоциируется с наушниками, гитарами или пианино, которые никак не могут проиллюстрировать состояния звуковых сигналов. При этом в игровом процессе критик увидел параллели со старым программным обеспечением, в частности визуализаторами музыки конца 90х, начал 80х годов, таких, как например Winamp или Windows Media Player, где звуки визуализировались во вращающиеся фигуры и дымные фрактальные узоры. Данную формулу процедурной генерации также использовали игры  Vib-Ribbon и Audiosurf, позволяя игрокам загружать свою собственную музыку в игру и преодолевать любые процедурно созданные препятствия. Тем не менее Panoramical уникальна тем, что позволяет игроку контролировать музыку и видео в режиме реального времени. Из-за этого связь между звуком и формой воспринимается более лично (как между разработчиком и игроком), чем компьютеризированные выходные данные визуализатора Winamp. Игроки сами по себе не создают песни в Panoramical , но одновременно ведут музыку и режиссируют музыкальные клипы, через эксперименты делают открытия. Хотя игра не на столько трансцендентна, как психоделический раш Dyad или мучительный финал в Proteus, она по прежнему способна оставить неизгладимое впечатление на игрока и представляет собой именно видение музыки и иллюстрацию волшебства музыкальной аранжировки.

## Внешние ссылки
panoramic.al — официальный сайт Panoramical